# 小行星1860
小行星1860（1860 Barbarossa）是一颗绕太阳运转的小行星，为主小行星带小行星。该小行星于1973年9月28日发现。
該小行星以神聖羅馬皇帝巴巴羅薩命名。這也是發現者保羅·維爾特的老師雅各布·施陶伯（Jakob Stauber）的暱稱。

## 轨道参数
小行星1860的轨道半长轴为2.5680391 UA，离心率为0.201。